# Nidaros-domkerk

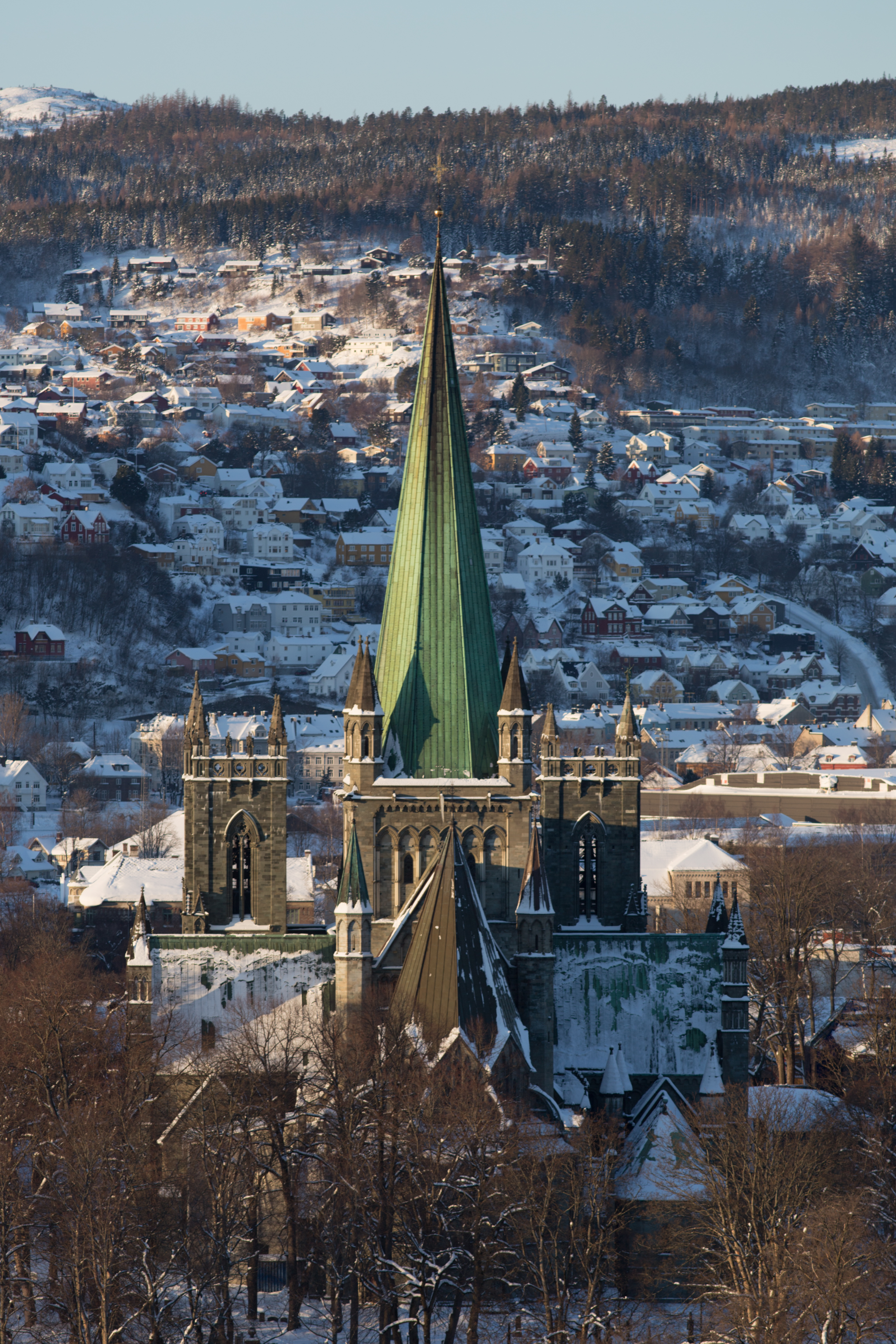
Nidaros-domkerk

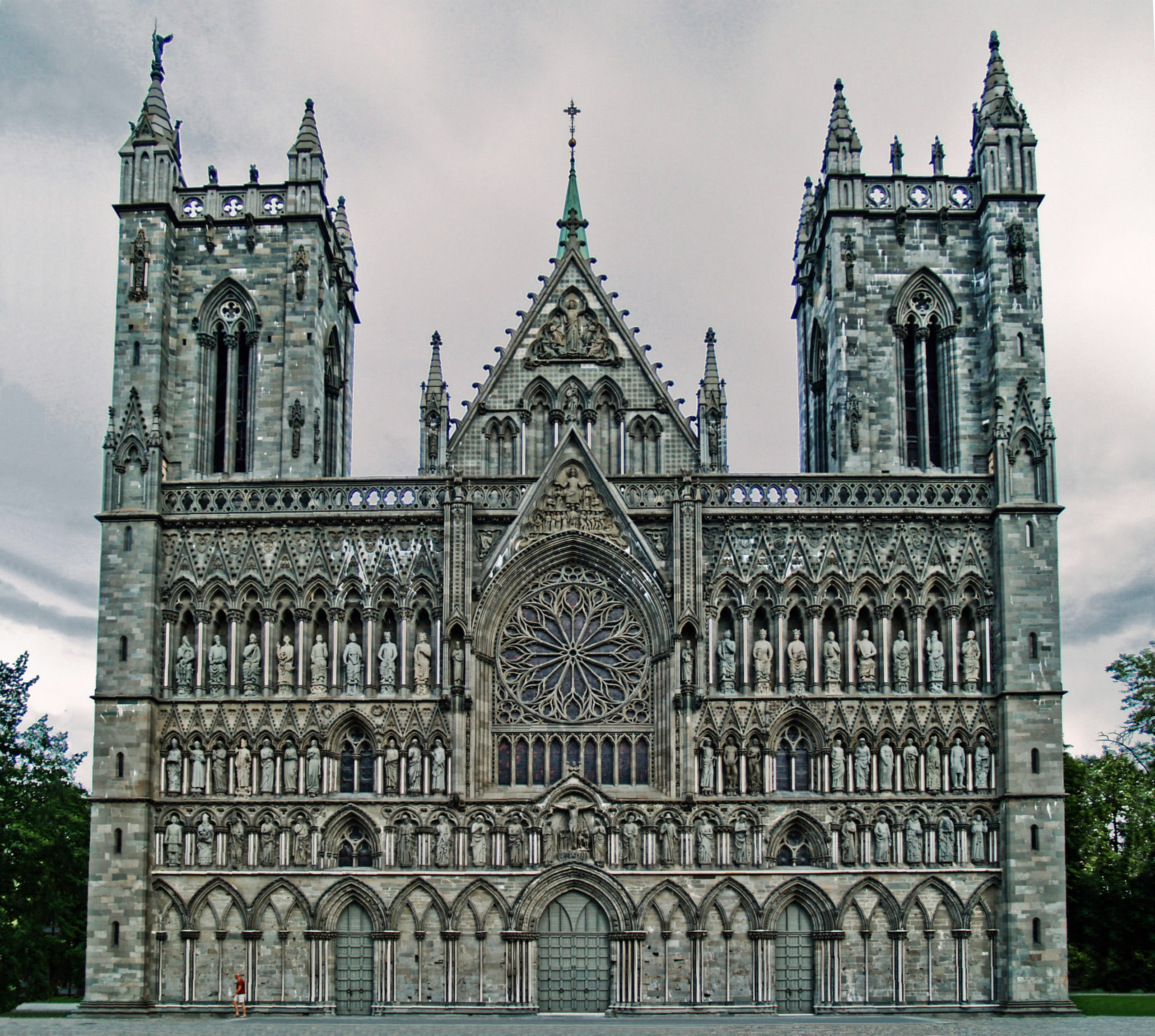
Westgevel

De Nidaros-domkerk of Nidaros-kathedraal (Noors: Nidarosdomen) wordt gezien als de belangrijkste kerk van Noorwegen, en staat in Trondheim (de huidige naam van het middeleeuwse Nidaros). De domkerk is in 1152 geopend. Sinds de reformatie is het de kathedraal van de Lutherse bisschoppen van Trondheim of Nidaros.
De kroningen van Noorse koningen vonden plaats in deze kerk in de middeleeuwen en van 1818 tot 1906. 

## Geschiedenis
De kathedraal is na zijn voltooiing door tal van rampen getroffen, hij is onder andere enkele keren bijna geheel afgebrand. De afgelopen anderhalve eeuw is de kerk grotendeels herbouwd, op basis van een nieuw ontwerp, dat duidelijk schatplichtig is aan de Engelse kathedralen van Lichfield en Lincoln - zo doet de westgevel sterk denken aan die van Lincoln (vanwege de kolossale galerij) en Lichfield (vanwege de beelden), verder is de invloed van Lichfield het grootst.